# 南斯拉夫主義

藍白紅三色旗是象徵南斯拉夫主義的旗幟，使用泛斯拉夫顏色

南斯拉夫社會主義聯邦共和國國旗

南斯拉夫主義（Yugoslavism）指的是南斯拉夫人的民族主義思想。和傳統的民族觀念不同，南斯拉夫人是一種身份認同的概念，可以指所有南部斯拉夫人的聯合。南斯拉夫民族主義主張所有南部斯拉夫人的國家應該統合，包括波斯尼亚和黑塞哥维那、保加利亞、克羅埃西亞、蒙特內哥羅、塞爾維亞（包括科索沃）、斯洛維尼亞和北馬其頓。